# Hydroxid hořečnatý
Hydroxid hořečnatý (Mg(OH)2) je pevná, netěkavá a nerozpustná látka.
Může sloužit k úpravě pH nebo jako zpevňující látka. Hydroxid hořečnatý nemá typický zápach.
Známe ho také pod názvem E528.

## Příprava
Hydroxid hořečnatý lze připravit více způsoby:
1. Příprava slitím hydroxidu sodného a chloridu hořečnatého ve vodě a následnou filtrací
MgCl2 + 2 NaOH → Mg(OH)2 + 2 NaCl
2. Hydratace oxidu hořečnatého
MgO + H2O → Mg(OH)2
3. Reakce kovového hořčíku s vodou
Mg + 2 H2O → Mg(OH)2 + H2

## Použití
Používá se ke korekcím kyselosti u některých potravin (převážně konzervované potraviny) a u krémů na pokožku, pomáhá také udržovat barevnost výrobků. Je významným zdrojem hořčíku.

### Magnesiové mléko
Je jeho suspenze s vodou. Je zásaditou a minerální součástí různých potravinových doplňků prodávaných v lékárnách.

### Přípustné limity
Přípustný expoziční limit PEL: nestanoven mg/m3
Nejvyšší přípustná koncentrace NPK-P: nestanoven mg/m3